# إريك أرشيبالد
إريك أرشيبالد (بالإنجليزية: Eric Archibald)‏ هو لاعب كرة قدم بريطاني في مركز قلب الدفاع، ولد في 25 مارس 1965 في اسكتلندا في المملكة المتحدة. لعب مع ريث روفرز.

## وصلات خارجية
- إريك أرشيبالد على موقع Soccerbase.com (لاعب) (الإنجليزية)